# Amphiacusta ridapoa
Amphiacusta ridapoa är en insektsart som beskrevs av Otte, D. och Perez-gelabert 2009. Amphiacusta ridapoa ingår i släktet Amphiacusta och familjen syrsor. Inga underarter finns listade i Catalogue of Life.